# ۲٬۴٬۶-تری‌نیتروآنیلین
۲،۴،۶-تری‌نیتروآنیلین (به انگلیسی: 2,4,6-Trinitroaniline) با فرمول شیمیایی C۶H۴N۴O۶ یک ترکیب شیمیایی با شناسه پاب‌کم ۱۰۲۷۱ است. که جرم مولی آن ۲۲۸٫۱۲ g/mol می‌باشد. شکل ظاهری این ترکیب، پودر قرمز، نارنجی و زرد است.